# Paul McNulty
Paul Joseph McNulty (Pittsburgh, 31 de enero de 1958) es un abogado y administrador universitario estadounidense que actualmente es el noveno presidente de Grove City College. Se desempeñó como fiscal general adjunto de los Estados Unidos desde el 17 de marzo de 2006 hasta el 26 de julio de 2007. Antes de eso, fue fiscal de los Estados Unidos para el Distrito Este de Virginia.
Fue nominado como fiscal de los Estados Unidos por el presidente George W. Bush y confirmado el 14 de septiembre de 2001. Fue nominado al cargo de fiscal general adjunto el 20 de octubre de 2005, tras la retirada de la candidatura de Timothy Flanigan. Asumió el cargo el 17 de marzo de 2006, reemplazando al fiscal general adjunto interino Robert McCallum Jr.. Ae graduó de Grove City College, una pequeña escuela cristiana en el oeste de Pensilvania, en 1980. Recibió su Doctorado en Jurisprudencia (JD) de la Escuela de Derecho de la Universidad Capital en 1983.
Como fiscal de los EE. UU., es más conocido por supervisar el procesamiento de una serie de casos de alto perfil, incluidos aquellos contra los sospechosos de terrorismo John Walker Lindh, Ahmed Omar Abu Ali y Zacarias Moussaoui. Antes de convertirse en fiscal de los Estados Unidos, dirigió el equipo de transición del presidente Bush para el Departamento de Justicia y luego se desempeñó como fiscal general adjunto principal. De 1990 a 1993, bajo la presidencia de George H. W. Bush, fue director de políticas del Departamento de Justicia y su portavoz principal.
El 30 de julio de 2007, anunció que se uniría al bufete de abogados Baker & McKenzie LLP como socio en su oficina de Washington D. C..
El 16 de mayo de 2014, Grove City College lo nombró su noveno presidente. También es miembro del consejo directivo del Trinity Forum.

## Carrera antes del Departamento de Justicia
Comenzó su carrera pública en 1983 «como demócrata y asesor del Comité de Ética de la Cámara de Representantes, [antes de] finalmente convertirse en republicano...».
Sirvió en el Congreso de los Estados Unidos durante 12 años. Fue asesor principal y director de operaciones legislativas del líder de la mayoría de la Cámara de Representantes de los Estados Unidos. También fue asesor principal del Subcomité sobre Delitos de la Cámara de Representantes, donde sirvió durante ocho años. Durante esos años fue uno de los principales redactores de numerosas leyes contra el terrorismo, el control de drogas, las armas de fuego y la lucha contra el fraude. También se desempeñó como asesor principal y director de comunicaciones de los republicanos miembros Comité Judicial de la Cámara de Representantes durante el proceso de destitución al presidente Bill Clinton.

## Carrera en el Departamento de Justicia
Ha desempeñado un papel importante en la configuración de la política de justicia penal en la Mancomunidad de Virginia. Fue uno de los principales arquitectos de la iniciativa de «abolición de la libertad condicional y reforma de las sentencias» en 1994, y sirvió en la junta del Departamento de Servicios de Justicia Penal y en el comité asesor de la Oficina de Justicia Juvenil y Prevención de la Delincuencia.
The Washington Post señaló: «Ayudó a guiar a John D. Ashcroft a través de una polémica confirmación como fiscal general en 2001 y fue nombrado fiscal de Estados Unidos en Alexandria tres días después de los atentados del 11 de septiembre de 2001. McNulty, quien no tenía experiencia en juicios, presidió una drástica expansión de esa oficina durante los cuatro años siguientes antes de asumir como el segundo al mando de Gonzales».
Como fiscal general adjunto, reportó al fiscal general y se desempeñó como presidente del comité asesor del fiscal general Alberto R. Gonzales y como presidente del Área de Tráfico de Drogas de Alta Intensidad de Washington/Baltimore.
En diciembre de 2006, emitió las Directrices de Acusación para el Procesamiento de Fraude Corporativo, conocidas informalmente como el «Memorando McNulty». Estas directrices reemplazaron el Memorando Thompson, emitido en enero de 2003 por el entonces fiscal general adjunto Larry Thompson, y orientan a los fiscales federales para decidir si acusar a una corporación, en lugar de, o además de, a sus miembros, por delitos penales. Según el memorando de Thompson, al decidir si una empresa estaba cooperando con una investigación, los fiscales podían considerar dos factores controvertidos: 1) si una empresa aceptaría renunciar al privilegio abogado-cliente con respecto a las conversaciones mantenidas por sus empleados, y 2) si una empresa se había negado a pagar los honorarios de los abogados de sus empleados. El Memorándum McNulty exige que cuando los fiscales federales buscan comunicaciones privilegiadas entre abogado y cliente o asesoramiento legal de una empresa, el fiscal de los EE. UU. debe obtener la aprobación por escrito del fiscal general adjunto.
El 14 de mayo de 2007, anunció su renuncia en una carta al fiscal general Alberto Gonzales. Su renuncia entró en vigor el 26 de julio de 2007.

## Controversia de los fiscales estadounidenses
En enero de 2007, poco después de que varios fiscales estadounidenses fueran despedidos el mismo día (7 de diciembre de 2006), el Congreso inició investigaciones. McNulty se convirtió en una figura central después de decirle al Comité Judicial del Senado en una audiencia el 6 de febrero de 2007: «que la Casa Blanca sólo jugó un papel marginal en los despidos», una declaración que fue contradicha por testimonios posteriores y documentos publicados posteriormente. Dijo también que la mayoría de los fiscales fueron despedidos por razones «relacionadas con su desempeño». Esa declaración enfureció a muchos de los fiscales estadounidenses despedidos, la mayoría de los cuales tenían evaluaciones muy positivas y se habían abstenido de criticar al Departamento de Justicia por sus despidos sorpresivos, y el Departamento no dio ninguna explicación personal para justificar sus despidos.
Como explicó Legal Times: «El testimonio de McNulty enfureció a tres grupos clave en el escándalo: el fiscal general, el Congreso y los fiscales federales despedidos. Gonzales, como se revelaría más tarde, estaba molesto porque McNulty había revelado la participación de la Casa Blanca en el despido de «Bud» Cummins III, el fiscal federal en Arkansas. Y los miembros del Congreso señalarían que, al testificar que Cummins había sido despedido para dar paso a un acólito del asesor político de la Casa Blanca, Karl Rove, McNulty contradecía una afirmación anterior de Gonzales de que los despidos no habían tenido motivos políticos ... También impulsó a la mayoría de los fiscales despedidos a defenderse públicamente ...».
Cumins fue destituido «para dar paso a Tim Griffin, un protegido de Karl Rove que había dirigido la operación de investigación de la oposición en el Comité Nacional Republicano. Gonzales estaba molesto, según declaró su exjefe de gabinete Kyle Sampson a los investigadores del Congreso, porque la revelación de McNulty puso "en la esfera pública" el incómodo hecho de que la Casa Blanca contribuyó a orquestar el despido».
El 13 de marzo, el fiscal general Gonzales admitió que el testimonio de McNulty era inexacto, «se comunicó o pudo haberse comunicado información incompleta al Congreso».
El senador Chuck Schumer dijo que funcionarios del Departamento de Justicia le informaron que Carol Lam y otros fueron despedidos por «motivos de desempeño», pero Schumer dijo que el fiscal general adjunto Paul McNulty luego «me llamó por teléfono y me dijo: 'Lamento no haberte dicho la verdad'».
A su vez, se decía que McNulty estaba enojado por haber sido mantenido al margen y por haber sido engañado, y les dijo a los investigadores del Congreso en un testimonio privado ante el Congreso el 27 de abril de 2007 que «Kyle Sampson, entonces jefe de gabinete de Gonzales, y Monica M. Goodling, entonces enlace del departamento con la Casa Blanca, no lo informaron completamente antes de su testimonio».
El 28 de mayo de 2007, dos semanas después de la renuncia de McNulty, Goodling, enlace del Departamento en la Casa Blanca, fue citada en virtud de una concesión limitada de inmunidad para testificar ante el Comité Judicial de la Cámara de Representantes, donde refutó rápidamente los cargos anteriores de McNulty contra ella al afirmar que, de hecho, fue McNulty quien «no había sido completamente sincero» sobre los despidos de los fiscales de los Estados Unidos en 2006.